# Helen (film)
Helen – dramat w reżyserii Sandry Nettelbeck z 2009 roku. Obraz powstał w koprodukcji kanadyjsko–niemiecko–amerykańsko–brytyjskiej.

## Fabuła
Helen (Ashley Judd) uczy muzyki, jest szczęśliwą żoną i matką. Cieszy się swoim życiem i potrafi docenić to, co dostała od losu. Tym bardziej, że jej pierwsze małżeństwo było nieudane i zakończyło się walką o dziecko. Wydaje się, że kobieta ma te ciężkie chwile daleko za sobą. Jednak z dnia na dzień staje się coraz bardziej smutna, traci siły i chęć do życia. Lekarze diagnozują depresję. Rodzina Helen próbuje jej pomóc – niestety bezskutecznie. Sytuacja się zmienia, gdy kobieta poznaje studentkę (Lauren Lee Smith), która także doświadczyła tej choroby.

## Nagrody
Film był nominowany do przyznawanych przez kanadyjskie środowisko filmowe nagród Leo film niemieckiej reżyserki Sandry Nettelbeck (Tylko Marta, Sierżant Pepper).

## O filmie
Obraz porusza ważny problem społeczny. W realistyczny sposób przedstawia cierpienie osób chorych na depresję i bezsilność najbliższych wobec tej choroby. Odtwórczyni roli Helen, dwukrotnie nominowanej do Złotego Globu Ashley Judd (Norma Jean i Marilyn i De-Lovely) towarzyszą znany z serialu Ostry dyżur chorwacki aktor Goran Višnjić oraz nagrodzona za swoją kreację nagrodą Leo, Lauren Lee Smith (Przyjaciele, Patologia, CSI: Kryminalne zagadki Las Vegas).